# Anisocerus
Anisocerus is een kevergeslacht uit de familie van de boktorren (Cerambycidae). De wetenschappelijke naam van het geslacht werd voor het eerst geldig gepubliceerd in 1830 door Lacordaire.

## Soorten
Anisocerus omvat de volgende soorten:
- Anisocerus scopifer (Germar, 1824)
- Anisocerus stellatus Guérin-Méneville, 1855